# Julie Annen
Julie Annen (née en 1980) est une dramaturge et metteure en scène franco-suisse.

## Biographie
Julie Annen est diplômée de l’INSAS à Bruxelles (promotion 2005).
Elle a écrit 12 pièces de théâtre et en a mis en scène 21 dont 14 pour le Théâtre Jeune Public.
Cofondatrice de Pan ! (La Compagnie) en Belgique et de Rupille 7 en Suisse, son travail est diffusé dans ces deux pays ainsi que dans le reste de la francophonie. Grâce aux éditions Lansman et 10sur10, ses textes sont accessibles dans le monde entier, notamment pour les élèves apprenant le français.
Julie Annen a également fondé le Carabouquin, un outil de médiation culturelle.
Engagée dans le théâtre jeune public depuis 2005, elle participe à la réflexion autour de ce secteur particulier en écrivant des articles,participant à des colloques, donnant des masterclasses.

## Mises en scène
- 2020 : Chèvre/Seguin/Loup
- 2019 : La Soupe au(x) caillou(x)
- 2019 : L'Enfant de l'orchestre
- 2017 : Boulou déménage
- 2016 : Une étrange petite ville
- 2014 : La Ligne de chance de Laure-Isabelle Blanchet
- 2014 : Inuit
- 2014 : La Petite Fille aux allumettes
- 2013 : Les Oies sauvages
- 2011 : Les Pères[8]
- 2011 : La Ballade des historiques anonymes d’Yvan Fox
- 2011 : Kilo d’plomb, Kilo d’plume
- 2011 : L’Odyssée pour les nuls de Vincent Zabus
- 2011 : Le Reflet de l’improbable « Je », pièce musicale de Stéphane Orlando
- 2011 : Remous-Remis de Sandy Bessette (Montréal)
- 2009 : Ceux qui courent
- 2008 : Messieurs les enfants de Daniel Pennac
- 2007 : Histoires d'hommes de Xavier Durringer
- 2007 : La Tempête de William Shakespeare
- 2006 : Eros Medina de Thierry Debroux
- 2005 : La Sorcière du placard aux balais de Pierre Gripari

## Écritures
- 2020 : Chèvre/Seguin/Loup
- 2019 : La Soupe au(x) caillou(x)
- 2018 : À la vie, à l’amour[9],[10](texte édité aux éditions 10sur10 volume 5)
- 2018 : L'Art de tomber avec panache[11]
- 2017 : Boulou déménage
- 2016 : Une étrange petite ville
- 2014 : Inuit (co-écriture avec Jean Debefve)
- 2014 : La Petite Fille aux allumettes[12] (texte publié aux éditions Lansman)
- 2013 : Les Oies sauvages (co-écriture avec Vincent Zabus)
- 2011 : Les Pères[13] (texte publié aux éditions Lansman)
- 2011 : Kilo d’plomb, Kilo d’plume
- 2009 : Ceux qui courent

## Prix et distinction
- 2019 : La Soupe au(x) caillou(x)[14]. Ce spectacle a reçu une mention du jury pour l’imaginaire aux Rencontres de Huy 2019  [15]
- 2016 : La Petite Fille aux allumettes  . Ce  spectacle a reçu le prix de là ministre de l’enseignement fondamental et le coup de foudre de la presse aux Rencontres de Huy 2014 [16],[17]
- 2009 : Ceux qui courent . Ce spectacle a reçu le prix de la jeunesse aux Rencontres de Huy 2009[18] .
- 2006 : Eros Medina  de Thierry Debroux. Ce spectacle a été nommé aux prix de la critique catégorie meilleur seul en scène, meilleur texte et meilleure lumière[19].
- 2005 : La Sorcière du placard aux balais de Pierre Gripari. Ce spectacle a reçu le prix du kiwanis ainsi qu'une mention aux Rencontres de Huy 2006[20].